# Полозов Юхим Денисович
Юхим Денисович Полозов (нар. 18 січня 1922, Первомайське (нині — Березівська сільська рада Шосткинського району Сумської області — пом. 20 травня 2000, Первомайське (нині — Березівська сільська рада Шосткинського району Сумської області) — повний кавалер ордена Слави. Розвідник взводу розвідки 24-го гвардійського кавалерійського полку 5-ї гвардійської кавалерійської дивізії 3-го гвардійського кавалерійського корпусу 2-го Білоруського фронту, гвардії сержант — на момент подання до нагородження орденом Слави 1-го ступеня.

## Біографія
Народився 18 січня 1922 року в селі Первомайське нині Глухівського району Сумської області в сім'ї селянина. Українець. Освіта середня. Працював трактористом у селищі Начики.
В армії з вересня 1940 року. Учасник німецько-радянської війни з серпня 1941 року. Воював під Сталінградом, на Курській дузі, форсував Дніпро, брав участь у Білоруській, Східно-Прусської, Берлінської наступальних операцій. Відзначився в боях під Вітебськом, у Східній Пруссії, під містом Хінденбергом.
Розвідник взводу розвідки 24-го гвардійського кавалерійського полку гвардії сержант Полозов 26 червня 1944 року ведучи розвідку в районі населеного пункту Яново точно встановив вогневі точки противника і його живу силу. Дав командуванню цінні відомості про противника, що сприяло правильному ухваленнюю рішення і заняття Яново. Під час розвідки вогнем зі свого автомата гвардії сержант Полозов знищив 6 німців, а одного взяв у полон, якого доставив своєчасно у штаб полку. Наказом по 5-ї гвардійської кавалерійської дивізії № 014/н від 24 липня 1944 року "за зразкове виконання завдань командування в боях з німецько-фашистськими загарбниками гвардії сержант Полозов Юхим Денисович нагороджений орденом Слави 3-го ступеня.
19 січня 1945 року полк вів бойові дії на підступах до кордону Східної Пруссії. Гвардії сержант Полозов отримав завдання прокласти маршрут руху полку і село, яке полк мав зайняти. Виконуючи наказ Полозов на шляху зустрів три німецькі автомашини. Підпустивши їх на близьку відстань, він закидав їх гранатами. У цій сутичці з супротивником гвардії сержант Полозов знищив 9 німецьких солдатів, 2 офіцерів і одну автомашину. 26 січня 1945 року гвардії сержантові Полозову було поставлено завдання розвідати склад і силу противника в селі Ядди. Пробравшись у бойові порядки противника, він виявив вогневі точки і силу противника. Своєчасно і точно доповів дані про противника, що значною мірою полегшило виконання поставленого завдання полку. Наказом командувача військами 2-го Білоруського фронту № 0124/н від 14 лютого 1945 року «за зразкове виконання завдань командування в боях з німецько-фашистськими загарбниками» гвардії сержант Полозов Юхим Денисович нагороджений орденом Слави 2-го ступеня.
30 квітня 1945 року гвардії сержант Полозов у складі розвідувального взводу отримав завдання визначити маршрут руху полку через населені пункти Вольтерсдорф, Долгов, Хінденберг, Кеперніц, Цехнов. При виконанні цього завдання Полозов діяв головним дозорним. Противник, обороняючи населений пункт Хінденберг, пропустив головний дозор і відкрив кулеметний вогонь по ядру розвідувального взводу. Сержант Полозов не розгубившись протягом 30 хвилин вогнем з автомата і кидками ручних гранат знищував німецьких солдатів. У цьому бою він особисто знищив 13 німців і трьох захопив у полон. Продовжуючи виконувати поставлену задачу і при підході до населеного пункту Кеперниц, розвідувальний взвод виявив до 300 відступаючих німців. Швидко ухваливши рішення, обхідним шляхом і маскуючись місцевістю, сержант Полозов у складі розвідувального взводу вискочив у тил супротивника і влаштував засідку для відступаючих німців. Коли ворог наблизився, розвідник відкрив вогонь по німцях в упор. У результаті цього німці, не витримавши вогню розвідників, здалися в полон. У штаб полку було доставлено до 200 німців. У цьому бою розвідник Полозов особисто знищив до 27 німців.
Указом Президії Верховної Ради СРСР від 29 червня 1945 року "за зразкове виконання завдань командування в боях з німецько-фашистськими загарбниками гвардії сержант Полозов Юхим Денисович нагороджений орденом Слави 1-го ступеня, ставши повним кавалером ордена Слави.
Учасник зустрічі на Ельбі з американськими солдатами, Параду Перемоги 24 червня 1945 року у Москві на Красній площі.
У 1946 році Юхим Полозов демобілізований. Повернувся на батьківщину. Працював на цукровому заводі у селищі міського типу Вороніж Шосткинського району Сумської області. Член КПРС в 1967—1991 роках. В 1970 році закінчив 10 класів середньої школи.
Жив у рідному селі Первомайське. Помер 20 травня 2000 року. Похований на кладовищі села Первомайське.
Старшина. Нагороджений орденами Вітчизняної війни 1-го ступеня, Трудового Червоного Прапора, Слави 1-ї, 2-ї і 3-го ступеня, медалями, в тому числі «За відвагу» і «За бойові заслуги».